# David Spade
David Wayne Spade, född 22 juli 1964 i Birmingham, Michigan, är en Emmy Award- och Golden Globe-nominerad amerikansk skådespelare, komiker och TV-personlighet som blev känd i början av 1990-talet som medlem i sketch-gruppen och TV-programmet Saturday Night Live. Han spelar för tillfället en av huvudrollerna i CBS-produktionen Rules of Engagement och är värd för den tredje säsongen av hans underhållningsprogram: The Showbiz Show with David Spade på kanalen Comedy Central.

## Biografi

### Livet före karriären
Spade var den yngste av tre söner och föddes i Birmingham, Michigan. Hans mor, Judith M., var författare och redaktör. Hans far, Wayne M. Spade, var försäljningsrepresentant. Hans far flyttade familjen till Scottsdale, Arizona men övergav dem kort därefter. Spades bröder heter Bryan Spade och Andy Spade; Andy Spade är make till den berömda modedesignern Kate Spade och är själv VD över Kate Spade New York.
Spades mor gifte till slut om sig, men Davids nye styvfar begick självmord redan 1981 (när David var 17 år). David var mer intelligent än sina klasskamrater och studerade bl.a. avancerat matematik och läsning redan under andra klass, vilket enligt honom själv fick honom att framstå som konstig i de andras ögon. Spade examinerade från Saguaro High School år 1982. Han fortsatte sedan till Arizona State University där han fick en examen i handel år 1986. Han var under denna tid en medlem av Sigma Alpha Epsilon. Han var dessutom medlem och aktiv ståuppkomiker i universitetets komedigrupp "Farce Side Comedy Hour" från 1985 och framåt. Innan han fann framgången som komiker försörjde sig Spade genom att arbeta som smörgåsnisse, parkeringsbetjänt och skateboardaffärsanställd.

### Karriär
Efter att ha uppmuntrats av sina vänner att sträva efter en karriär som komiker blev han aktiv som stå-uppare efter att han gått ut college. Hans bästa väns död och styvfaderns självmord ledde till att han valde att ägna sig helt åt komedin.
Med hjälp från sin vän Dennis Miller blev Spade rekryterad till Saturday Night Live-truppen år 1990 som en regelbunden medlem och författare. Väl där etablerade han sig fort och blev populär för sina sarkastiska karaktärer i sketcherna. Enligt intervjuer gav han bort det mesta av sitt tidiga material till Dana Carvey att framföra i programmet. Med skäl av att han inte arbetade så mycket som producenterna ville riskerade han dock att förlora sitt jobb som skådespelare. Detta hot avvärjdes emellertid av Hollywood Minute-segmentet som gjorde hans position säker.
Även om de flesta av hans kollegor från SNL lämnade programmet runt 1995 stannade Spade kvar i ett år för att hjälpa de nya komikerna att etablera sig. Han slutade 1996 och angav utbrändhet som skäl.
Spades nästföljande försök på en filmkarriär gick sådär, hans filmer Joe Dirt och Dickie Roberts: Former Child Star blev hårt kritiserade ekonomiska misslyckanden. Han arbetade sedan med SNL-kollegan Chris Farley i filmerna Tommy Boy och Black Sheep, i ett försök att skapa en modern version av Helan och Halvan. Filmerna blev tämligen framgångsrika och de två vännerna planerade en tredje film tillsammans, men diverse element fördröjde filmen och det hela rann ut i sanden när Chris Farley dog av en överdos vid 33 års ålder. Året var då 1997 och Spade gick inte på begravningen med motiveringen att han inte kunde befinna sig i ett rum där Farley låg i en låda.
Även om han fick flera erbjudanden att spela huvudrollen i sina egna TV-serier tackade han nej och gick istället med i Just Shoot Me!, som pågick i sju säsonger mellan åren 1997 till 2003. Rollen som den sarkastiske receptionisten vid namn Dennis Finch gav honom flera Emmy Award och Golden Globe-nominationer.
Spade var värd åt både Teen Choice Awards och Video Game Awards år 2003. Han har varit röst åt flera karaktärer i TV-serien Beavis and Butt-head, och producerade en TV-serie vid namn Sammy år 2000. Mellan åren 2002 och 2006 kunde Spade regelbundet ses i diverse reklamfilmer för Capital One med Nate Torrence. Efter att TV-stjärnan John Ritter dog år 2004 fick Spade en roll i TV-serien 8 Simple Rules.
5 september 2003 mottog Spade en egen stjärna vid Hollywood Walk of Fame. Hans stjärna ligger vid 7018 Hollywood Blvd. Han var värd för Comedy Centrals program The Showbiz Show with David Spade (2005). På programmet driver Spade med Hollywood och diverse celebriteter på ett sätt som påminner om det han hade under "Hollywood Minute" i SNL.
Tillsammans med skådespelarna Elijah Wood och Gary Oldman är Spade en av rösterna för den sjätte utgåvan av plattformsspelet Spyro, The Legend of Spyro: A New Beginning. Han ger i spelet rösten till Spyros vän: trollsländan Sparx.
Spade spelar idag huvudrollen i Rules of Engagement.

### Personliv
Spade är hypoglykemisk. Han har fått seriefiguren Kalle (Från Kalle och Hobbe) personligt intatuerad av Sean Penn under en intervju för SNL.
Spade är väldigt känslig för ljus. Kombinationen av starka lampor och solen under inspelningen av filmen Black Sheep orsakade permanent skada på hans ögon.
I december år 2000 blev Spade anfallen och elektrificierad av sin f.d. personliga assistent David "Skippy" Malloy som sedan försökte råna honom.

## Filmografi

### Film
| År   | Filmtitel                         | Roll                         |
| ---- | --------------------------------- | ---------------------------- |
| 1987 | Polisskolan 4 – Kvarterspatrullen | Kyle                         |
| 1992 | Light Sleeper                     | Teologisk knarkare           |
| 1993 | Coneheads                         | Eli Turnbull                 |
| 1994 | Reality Bites                     | Wienerschnitzelmanager       |
| 1994 | PCU - Port Chester University     | Rand McPherson               |
| 1995 | Tommy Boy                         | Richard Hayden               |
| 1996 | Black Sheep                       | Steve Dodds                  |
| 1996 | A Very Brady Sequel               | Sergio                       |
| 1996 | Beavis and Butt-Head Do America   | Röst                         |
| 1997 | 8 Heads in a Duffel Bag           | Ernie Lipscomb               |
| 1998 | Senseless - sanslösa sinnen       | Scott Thorpe                 |
| 1998 | Rugrats - filmen                  | Ranger Frank (röst)          |
| 1999 | Lost & Found                      | Dylan Ramsey                 |
| 2000 | Loser                             | Video Store Clerk            |
| 2000 | Kejsarens nya stil                | Kuzco (röst)                 |
| 2001 | Joe Dirt                          | Joe Dirt                     |
| 2003 | Dickie Roberts: Former Child Star | Dickie Roberts               |
| 2005 | Zuper Zebran                      | Scuzz (röst)                 |
| 2005 | Lil' Pimp                         | Principal Nixon (röst)       |
| 2005 | Kronk's New Groove                | Kuzco (röst)                 |
| 2006 | Grandma's Boy                     | Shilo                        |
| 2006 | The Benchwarmers                  | Richie Goodman               |
| 2007 | I Now Pronounce You Chuck & Larry | Transvestite Dancer At Party |
| 2010 | Grown Ups                         | Marcus Higgins               |
| 2011 | Jack & Jill                       | Monica                       |
| 2012 | Hotel Transylvania                | Osynlige mannen (röst)       |
| 2013 | Grown Ups 2                       | Marcus Higgins               |
| 2015 | Hotel Transylvania 2              | Osynlige mannen (röst)       |
| 2015 | Joe Dirt 2: Beautiful Loser       | Joe Dirt                     |
| 2020 | The Wrong Missy                   | Tim Morris                   |

### TV
| År   | Programtitel                      | Roll                                  | Övrigt                                      |
| ---- | --------------------------------- | ------------------------------------- | ------------------------------------------- |
| 1988 | The Facts of Life                 | Scott                                 | biroll                                      |
| 1989 | Baywatch                          | B.J.                                  | biroll                                      |
| 1990 | ALF                               | Larry Slotkin                         | biroll                                      |
| 1990 | Born to Be Mild                   | Scenassistent                         | biroll                                      |
| 1990 | Saturday Night Live               | Diverse                               | författare och skådespelare från 1990-1996  |
| 1994 | Beavis and Butt-Head              | Mr. Manners / Ticket Attendant (röst) | roll mellan 1994 och 1997                   |
| 1997 | Just Shoot Me!                    | Dennis Finch                          | Emmy Award- och Golden Globe-nominerad roll |
| 1998 | David Spade: Take the Hit         | Sig själv                             |                                             |
| 2000 | Sammy                             | Sammy Blake / James Blake (röst)      | Avbruten efter 2 avsnitt                    |
| 2004 | Father of the Pride               | Tommy the Coyote (röst)               |                                             |
| 2004 | 8 Simple Rules                    | C. J. Barnes                          | roll mellan 2003 och 2005                   |
| 2005 | The Showbiz Show with David Spade | Sig själv                             |                                             |
| 2007 | Rules of Engagement               | Russell                               |                                             |
| 2007 | Neighbours                        | Sig själv                             | biroll                                      |

### Spel
| År   | Speltitel                            | Rollfigur           | Övrigt |
| ---- | ------------------------------------ | ------------------- | ------ |
| 2006 | The Legend of Spyro: A New Beginning | Sparx the Dragonfly | Röst   |
|      |                                      |                     |        |